# VM i skak 2016
Verdensmesterskabet i skak 2016 blev afholdt i New York 11. - 30. november 2016. De to modstandere var den siddende verdensmester, Magnus Carlsen, Norge, og vinderen af kandidatturneringen Sergej Karjakin, Rusland.
Da kampen 28. november stod lige efter 12. parti, skulle matchen afgøres 30. november med 4 partier hurtigskak; var stillingen stadig lige, gik man over til 4 partier lynskak. Var kampen herefter fortsat uafgjort, spilledes endelig et parti Armageddon lynskak, en matchform der fremtvinger en afgørelse.
Carlsen vandt imidlertid de to sidste partier hurtigskak, hvorfor han blev matchens samlede vinder og genvandt sit verdensmesterskab.

## Oversigt med resultater
|                           | Rating | Almindelige partier | Almindelige partier | Almindelige partier | Almindelige partier | Almindelige partier | Almindelige partier | Almindelige partier | Almindelige partier | Almindelige partier | Almindelige partier | Almindelige partier | Almindelige partier | Hurtigskak | Hurtigskak | Hurtigskak | Hurtigskak | Points |
| 1                         | Rating | 2                   | 3                   | 4                   | 5                   | 6                   | 7                   | 8                   | 9                   | 10                  | 11                  | 12                  | 13                  | 14         | 15         | 16         |            | Points |
| ------------------------- | ------ | ------------------- | ------------------- | ------------------- | ------------------- | ------------------- | ------------------- | ------------------- | ------------------- | ------------------- | ------------------- | ------------------- | ------------------- | ---------- | ---------- | ---------- | ---------- | ------ |
| Sergej Karjakin (Rusland) | 2772   | ½                   | ½                   | ½                   | ½                   | ½                   | ½                   | ½                   | 1                   | ½                   | 0                   | ½                   | ½                   | ½          | ½          | 0          | 0          | 6(1)   |
| Magnus Carlsen (Norge)    | 2853   | ½                   | ½                   | ½                   | ½                   | ½                   | ½                   | ½                   | 0                   | ½                   | 1                   | ½                   | ½                   | ½          | ½          | 1          | 1          | 6(3)   |

|  | Infoboks uden skabelon Denne artikel har en infoboks dannet af en tabel eller tilsvarende. |